# Выборы глав субъектов Российской Федерации в 2002 году
В 2002 в России проходило значительное число выборов глав регионов.
| Дата выборов         | Вид выборов                                                    | Результаты выборов (избранное должностное лицо, повторное голосование, недействительность выборов) | Итоги голосования (в процентах) | Примечания |
| 13 января 2002 года  | Выборы президента Республики Адыгея                            | | активность — 62,83 % Хазрет Совмен, глава администрации Тахтамукайского района — 68,89 % Аслан Джаримов, действующий президент — 10,15 % Нина Коновалова, Председатель правления «Союза славян Адыгеи» — 9,46 % Михаил Черниченко, мэр Майкопа — 4,39 % Асланчерий Тхакушинов, ректор Майкопского государственного технологического института — 2,06 % Аслан Матыжев, депутат Совета Республики Государственного Совета-Хасэ Республики Адыгея — 1,19 % Анатолий Мельник, пенсионер — 0,55 % против всех — 1,25 % | …          |
| 13 января 2002 года  | Выборы президента Кабардино-Балкарии                           | | активность — 85,87 % Валерий Коков, действующий президент — 87,18 % Мухамед Батыров, заместитель Командующего Войсками и силами на Северо-Востоке Российской Федерации — 8,39 % Альберт Кажаров, член Московской городской коллегии адвокатов — 1,28 % Руслан Мурачаев, председатель Федерального Суда Чегемского района КБР — 4,39 % Сави Юхаев, временно не работающий — 0,08 % Борис Хавжоков, начальник факультета военного обучения Кабардино-Балкарского государственного университета — 0,07 % против всех — 0,79 % | …          |
| 27 января 2002 года  | Выборы президента Северной Осетии                              | | активность — 60,12 % Александр Дзасохов, действующий президент — 56,05 % Станислав Суанов, заместитель министра по чрезвычайным ситуациям России — 29,07 % Вячеслав Бзыков, председатель парламента республики комитета по законодательству, законности и местному самоуправлению — 2,69 % Анатолий Чехоев, депутат Госдумы — 2,44 % Хазби Богов, выдвинут движением «Россия» — 2,23 % Борис Басаев, ректор Горского государственного аграрного университета — 2,16 % Борис Хатагов, представитель Южного окружного межрегионального территориального управления Министерства Российской Федерации по делам печати, радиовещания и средств массовых коммуникаций в республике — 0,26 % против всех — 2,35 % | …          |
| 17 марта 2002 года   | Выборы Председателя Правительства Республики Тыва              | | активность — 65,52 % Шериг-оол Ооржак, действующий Президент — Глава Правительства — 53,54 % Шолбан Кара-оол, председатель Верховного Хурала (парламента) Республики Тыва — 29,07 % Александр Кашин, мэр Кызыла — 7,53 % Вячеслав Даржа, начальник управления Судебного департамента в Республике Тыва — 6,88 % Николай Ондар, преподаватель Кызылскиого техникума экономики и права — 2,86 % Виктор Вусатый, первый заместитель мэра Кызыла — 2,16 % Станислав Пивоваров, директор ООО "Торговый дом «М» — 0,37 % против всех — 2,61 % | …          |
| 7 апреля 2002 года   | Выборы Президента Республики Ингушетия                         | Повторное голосование Алихан Амирханов — Мурат Зязиков                                             | активность — 67,65 % Алихан Амирханов, депутат Госдумы — 33,09 % Мурат Зязиков, заместитель полномочного представителя Президента РФ в Южном федеральном округе — 19,11 % Мухарбек Аушев, президент ассоциации «Адепт» (г. Москва) — 17,04 % Ахмет Мальсагов, и. о. президента Республики Ингушетия — Председатель Правительства Республики Ингушетия — 13,56 % Белан Хамчиев, заместитель министра Ингушетии по делам Федерации национальностей и миграционной политики — 8,68 % Руслан Маскуров, председатель совета директоров ООО «Зангаз траст» (г. Москва) — 3,70 % Магомет-Башир Абадиев, председатель совета директоров Агропромышленной корпорации «АПАКО» — 1,14 % Ибрагим Гулаев, вице-президент Ассамблеи народов Северного Кавказа — 0,62 % против всех — 0,40 % | …          |
| 14 апреля 2002 года  | Выборы губернатора Липецкой области                            | | активность — 42,88 % Олег Королёв, действующий губернатор — 73,06 % Игорь Полосин, заместитель председателя Городского Совета депутатов — 5,13 % Иван Скуратов, пенсионер — 2,30 % Виктор Старых, заместитель управляющего Задонским отделением СБ РФ — 1,34 % против всех — 13,38 % | …          |
| 14 апреля 2002 года  | Выборы губернатора Пензенкой области                           | | активность — 53,43 % Василий Бочкарёв, действующий губернатор — 45,45 % Виктор Илюхин, депутат Госдумы (КПРФ) — 40,95 % Владимир Куликов, начальник Пензенского отделения Саратовского юридического института МВД России — 2,06 % Александр Долганов, временно не работающий — 1,34 % Валерий Беспалов, исполнительный директор Пензенского муниципального фонда «Жильё» — 1,27 % Владимир Сазанов, директор Пензенского филиала федерального лицензионного центра при Госстрое России — 0,42 % против всех — 5,96 % | …          |
| 28 апреля 2002 года  | Выборы Президента Республики Ингушетия (повторное голосование) | | активность — 65,72 % Мурат Зязиков — 53,13 % Алихан Амирханов — 43,19 % против всех — 1,55 % | …          |
| 28 апреля 2002 года  | Выборы Главы Республики Карелия                                | | активность — 50,36 % Сергей Катанандов, действующий глава — 53,45 % Артур Мяки, депутат Госдумы (СПС) — 14,05 % Василий Попов, генеральный директор ЗАО "Объединение производственных предприятий «Круг» — 10,37 % Борис Тюков, председатель правления Карельского регионального отделения Общероссийского общественного движения «Народно-патриотический Союз России» — 7,48 % Константин Бобылев, главный инженер кампании МТ «Сервис» — 0,76 % против всех — 10,72 % | …          |
| 19 мая 2002 года     | Выборы губернатора Смоленской области                          | | активность — 40,04 % Виктор Маслов, начальник Управления ФСБ по Смоленской области — 40,51 % Александр Прохоров, действующий губернатор — 34,40 % Иван Аверченков, мэр Смоленска — 8,57 % Валерий Фатеев, профессор Смоленского гуманитарного университета, экс-губернатор — 3,05 % Дмитрий Павлов, телеоператор ГТРК «Смоленск» (СПС) — 1,12 % Андрей Атрохов, генеральный директор ООО «Флорагрупп», — 0,52 % против всех — 9,28 % | …          |
| 28 апреля 2002 года  | Выборы Главы Республики Бурятия                                | | активность — 53,77 % Леонид Потапов, действующий президент — 68,79 % Бато Семёнов, депутат Госдумы (Единая Россия) — 23,50 % Андрей Громов, исполнительный директор негосударственного пенсионного фонда «Бурятия» — 0,85 % Владимир Антонов], директор Национально-гуманитарного института — 0,64 % Иннокентий Бадраев, глава Баунтовского эвенкийского района — 0,43 % против всех — 2,17 % | …          |
| 8 сентября 2002 года | Выборы губернатора Красноярского края                          | Повторное голосование Александр Усс — Александр Хлопонин                                           | активность — 47,20 Александр Усс, председатель Закнонодательного собрания Красноярского края — 27,26 % Александр Хлопонин, губернатор Таймырского автономного округа — 25,25 % Сергей Глазьев, депутат Госдумы — 21,44 % Пётр Пимашков, мэр Красноярска — 14,30 % Артём Тарасов, предприниматель — 2,79 % Игорь Захаров — 0,98 % Анатолий Гридюшкин, директор ГУП «Красноярское» — 0,59 % Алевтина Маковоз, председатель Красноярской краевой организации Российского Красного Креста — 0,24 % Игорь Приймак, предприниматель — 0,16 % Олег Ульянов, руководитель Красноярского регионального отделения Общероссийского Национального Военного Фонда — 0,16 % Андрей Зберовский, доцент Красноярского Государственного педагогического университета — 0,14 % Владимир Юрченко, гендиректор ООО «Красноярский краевой технопарк» — 0,12 % Герман Стерлигов, православный предприниматель — 0,10 % Василий Журко, председатель совета директоров ООО «МИКСТРОЙТЕХ» — 0,07 % против всех — 4,99 % | …          |
| 22 сентября          | Выборы губернатора Красноярского края (повторное голосование)  | | активность — 46,08 % Александр Хлопонин — 48,07 % Александр Усс — 41,83 % против всех — 9,15 % |            |
| 22 октября 2002 года | Выборы президента Калмыкии                                     | Повторное голосование Кирсан Илюмжинов — Баатр Шонджиев                                            | активность — 66,87 % Кирсан Илюмжинов, действующий президент — 47,06 % Баатр Шонджиев — 13,61 % Николай Очиров, генеральный директор АО «Никойл-Калмыкия» — 12,76 % Виталий Дагинов, заместитель председателя совета директоров ООО «Северный строительный холдинг» — 8,63 % Герман Борликов, ректор Калмыцкого государственного университета — 2,53 % Санал Бадмаев, генеральный директор ООО «Связьтурсервис» — 2,34 % Басан Городовиков, председатель региональной общественно-политической организации «Генерал Городовиков» — 2,09 % Наталья Манжикова, генеральный директор ООО "Фондовая компания «Аш» — 1,61 % Эдуард Шорваев, выдвинут избирателями — 0,55 % Батр Ванькаев, заместитель председателя Правительства Республики Калмыкия — 0,16 % против всех — 2,57 % | …          |
| 27 октября           | Выборы президента Калмыкии (повторное голосование)             | | активность — 68,69 % Кирсан Илюмжинов — 57,21 % Баатр Шонджиев — 38,04 % против всех — 2,79 % |            |